# GSh-23 (機関砲)
GSh-23（ロシア語: ГШ-23）は、ソビエト連邦が軍用機の固定武装として開発した23mm複砲身航空機関砲である。

## 概要
1965年より配備が開始され、それ以前のNR-23機関砲を代替した。
GSh-23は、駆動方式に1916年のドイツにおいて発明されたガスト式駆動方式を採用している。これは、特徴的な2つの砲身を持ち、これらが交互に装填・発射を繰り返すことで単砲身よりも高い射撃レートを実現するものであり、砲身寿命も長くなる利点がある。ガスト式は、開発国のドイツや西側諸国においては普及しなかったものの、ソ連や東側諸国では一般的となった。

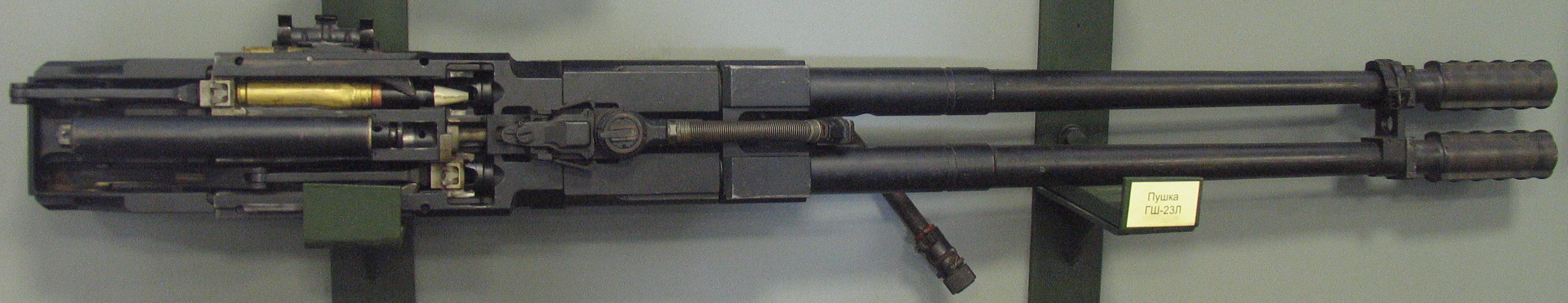
GSh-23L

この砲の原型であるGSh-23と、その派生系でかつより広く普及したGSh-23L（ロシア語: ГШ-23Л）との最大の相違点はマズルブレーキの有無である。
航空機関砲としては珍しい機能として、フレア弾やチャフ弾の発射機能があり、どちらも対空ミサイル対策となる。
尚、この機関砲を搭載する機体の説明等で実際には単装1基搭載であるにもかかわらず「連装」や「2門」といった表記が見られる場合がある。外見から誤解されがちであるが、ガトリング砲系と同様複数の砲身を束ねた状態で「単装」「1門」なのであり、こういった表記は誤りである。下記搭載例のTu-95のように、実際に「連装」である場合もあるが、これも砲身が4本見えていても「連装1基2門」であり「連装2基4門」ではない。

## 搭載機種
固定翼機（戦闘機・攻撃機・練習機）
 ソビエト連邦/ ロシア
- MiG-21の後期型（SM, M, MF, SMT, bis）
- MiG-23の全タイプ（対地攻撃機型のMiG-23BNを含む）

 チェコスロバキア/ チェコ
- L-39 アルバトロス（L-39ZAが、胴体下部に専用ガンポッドを装備）
- L-59 スーパーアルバトロス

 ユーゴスラビア/ ユーゴスラビア/ セルビア
- J-22 オラオ
- G-4 スーパーガレブ

 ルーマニア
- IAR-93 ヴルトゥール

 中華人民共和国
- J-10

 中華人民共和国/ パキスタン
- JF-17

 インド
- テジャス

回転翼機（固定装備）
 ソビエト連邦/ ロシア
- Mi-24VP
  - Mi-35M（ロシア語版）

 ポーランド
- W-3W（前部胴体右舷に固定装備）

この他、尾部ターレットに装備するのはTu-22M爆撃機およびいくつかの後期型Tu-95である。輸送機にも装備されており、Il-76は、尾部ターレットに2基のGSh-23Lを装備するよう設計されている。
第二世代モデルのMiG-21は、胴体下にGP-9と呼ばれるGSh-23Lと200発の弾薬を搭載するガンポッドを搭載した。しかし、後期型ではよりスリム化された半密着型装備に置き換えられた。また、この機関砲を航空機に外付けできるガンポッドがいくつか開発されている。空対空用途に1-2基のGSh-23を固定搭載し、200-400発の弾薬を持つUPK-23および、地上への機銃掃射のため0°~30°の俯角を取れるようにされたSPPU-22（これは、Su-17シリーズがよく用いた）などである。

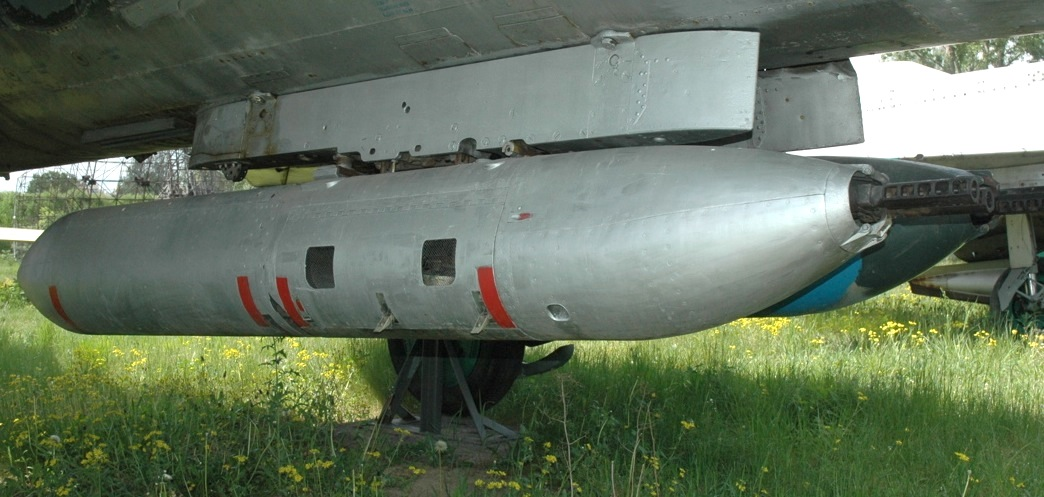
UPK-23 ガンポッド
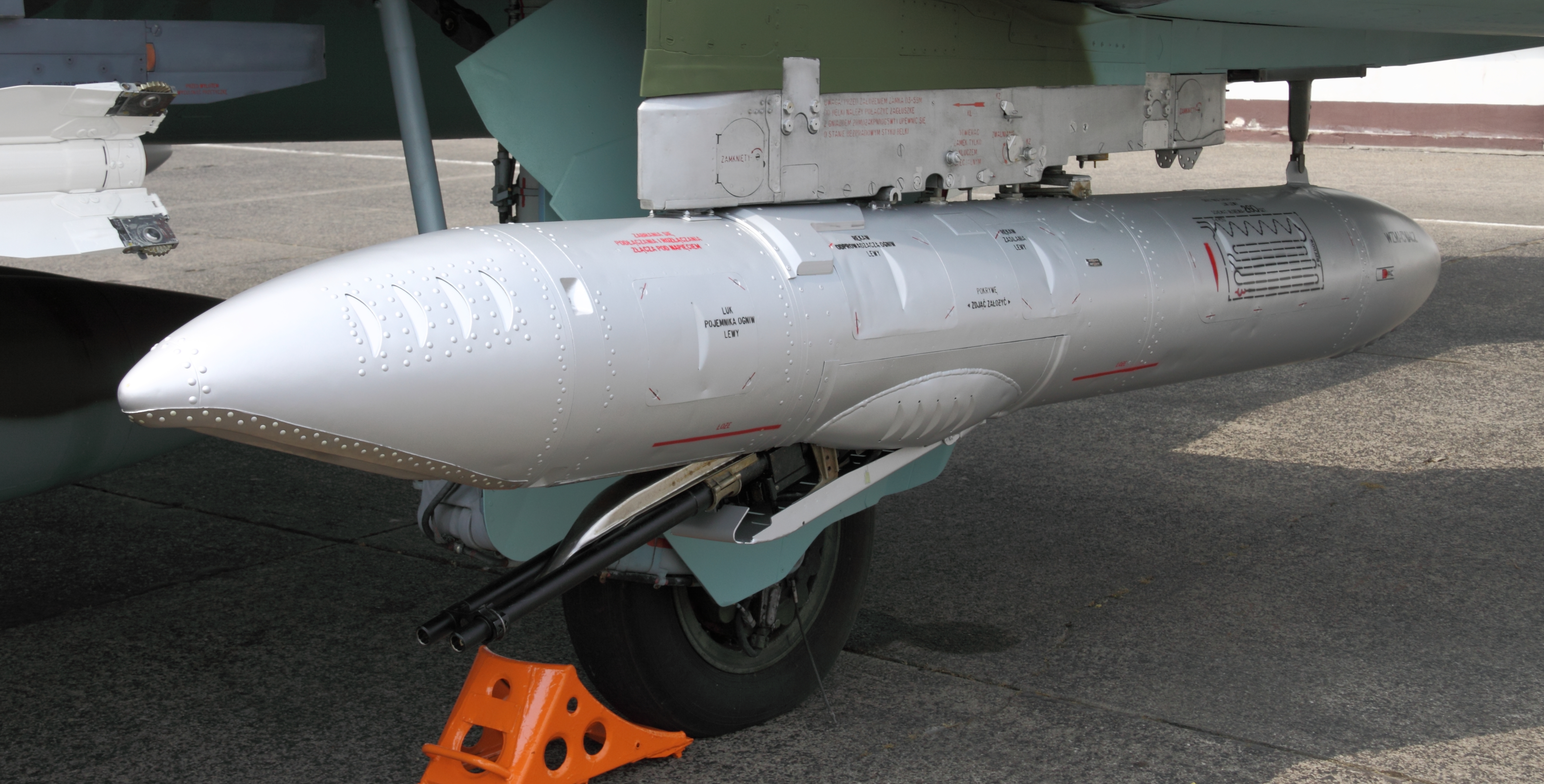
SPPU-22 ガンポッド
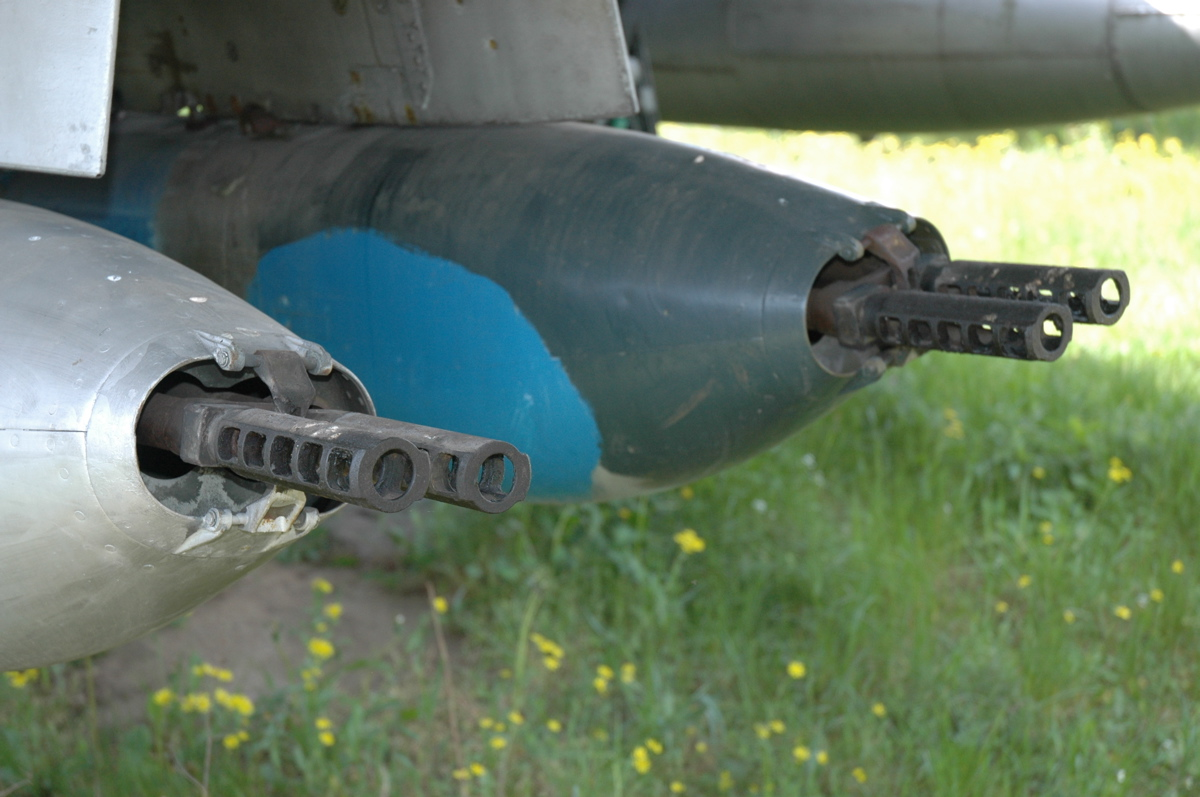
UPK-23とGSh-23L ガンポッド
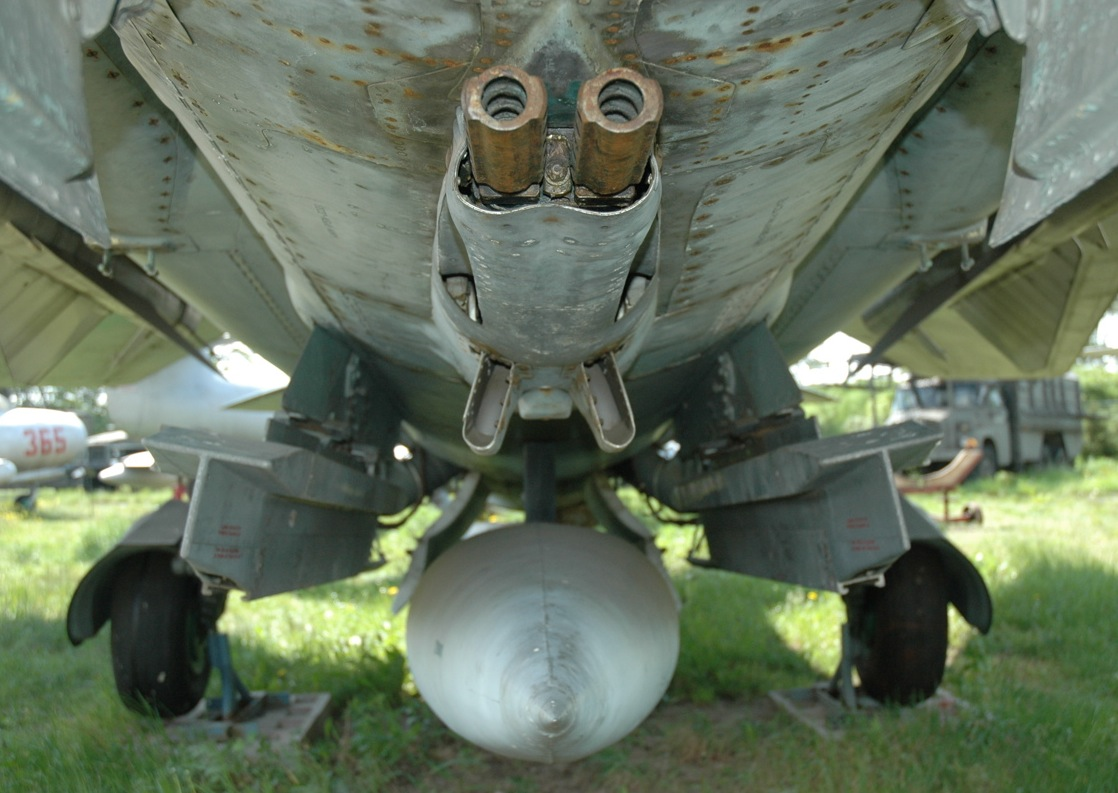
MiG-23に搭載されたもの
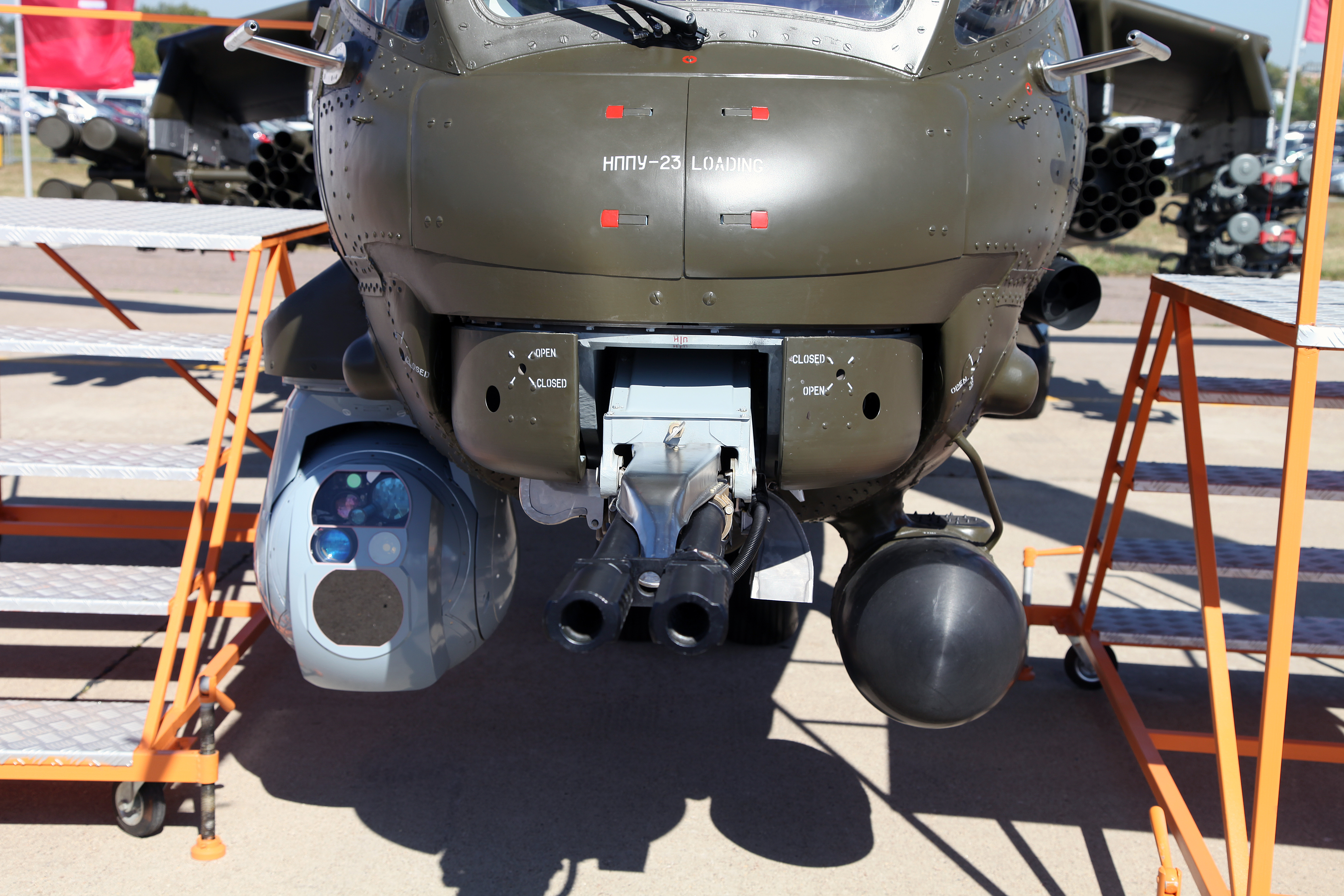
Mi-35Mの機首に搭載されたGSh-23V（水冷機構付き）
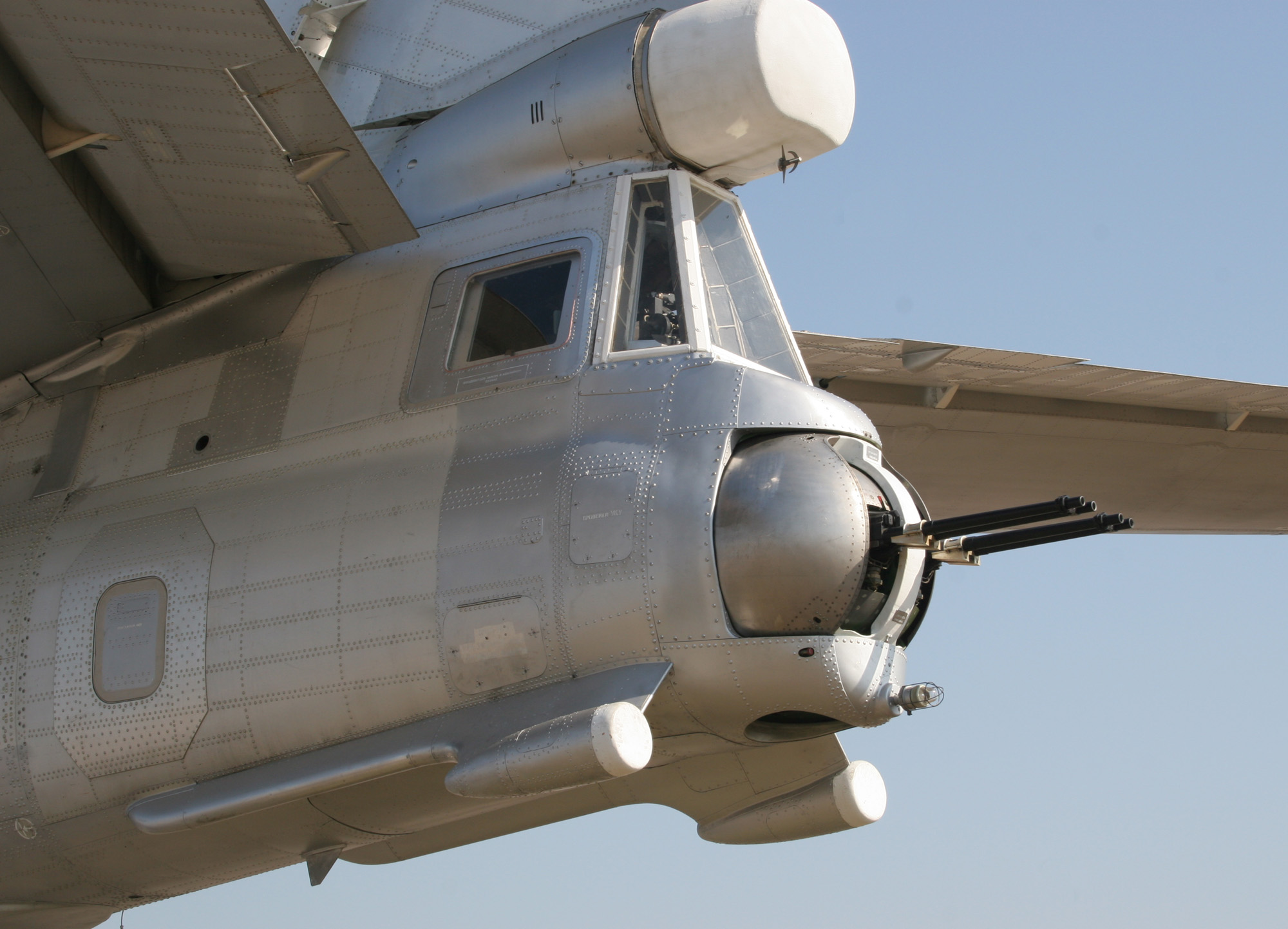
Tu-95尾部のGSh-23
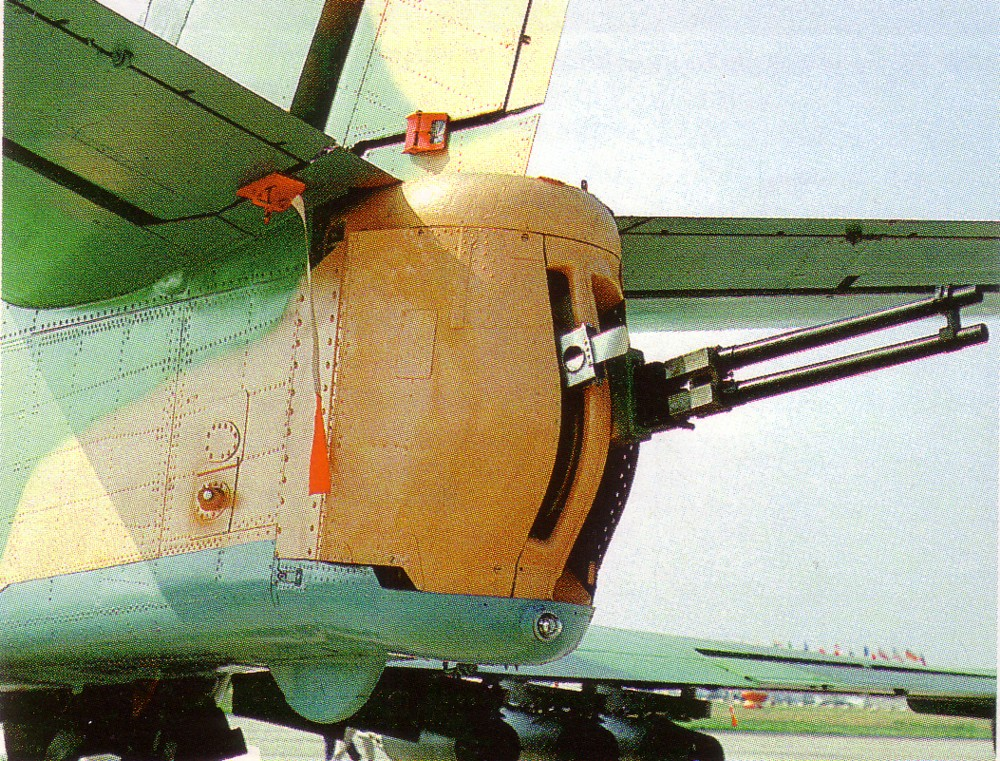
Il-102尾部のGSh-23